# 拉氏燭光魚
拉氏燭光鱼（学名：Polyipnus ruggeri）为輻鰭魚綱巨口魚目褶胸鱼科的其中一種。分布於印度西太平洋的澳洲、巴布亞紐幾內亞及紐西蘭等海域，為深海魚類，會進行垂直性洄游，體長可達6.6公分。